# Urodacinae
Sous-famille
Les Urodacinae  sont une sous-famille de scorpions de la famille des Scorpionidae.
Cette classification est parfois contestée et elle est considérée comme une famille les Urodacidae.

## Distribution
Les espèces de cette sous-famille sont endémiques d'Australie.

## Liste des genres
- Urodacus Peters, 1861
- Aops Volschenk & Prendini, 2008

## Référence
- Pocock, 1893 : Notes on the classification of Scorpions, followed by some observations upon synonymy, with descriptions of new genera and species. Annals and Magazine of Natural History, ser, 6, vol. 12, p. 303–330.